# Diospyros dalyom
Diospyros dalyom är en tvåhjärtbladig växtart som beskrevs av B. Walln. Diospyros dalyom ingår i släktet Diospyros och familjen Ebenaceae. Inga underarter finns listade i Catalogue of Life.